# Don Ed Hardy

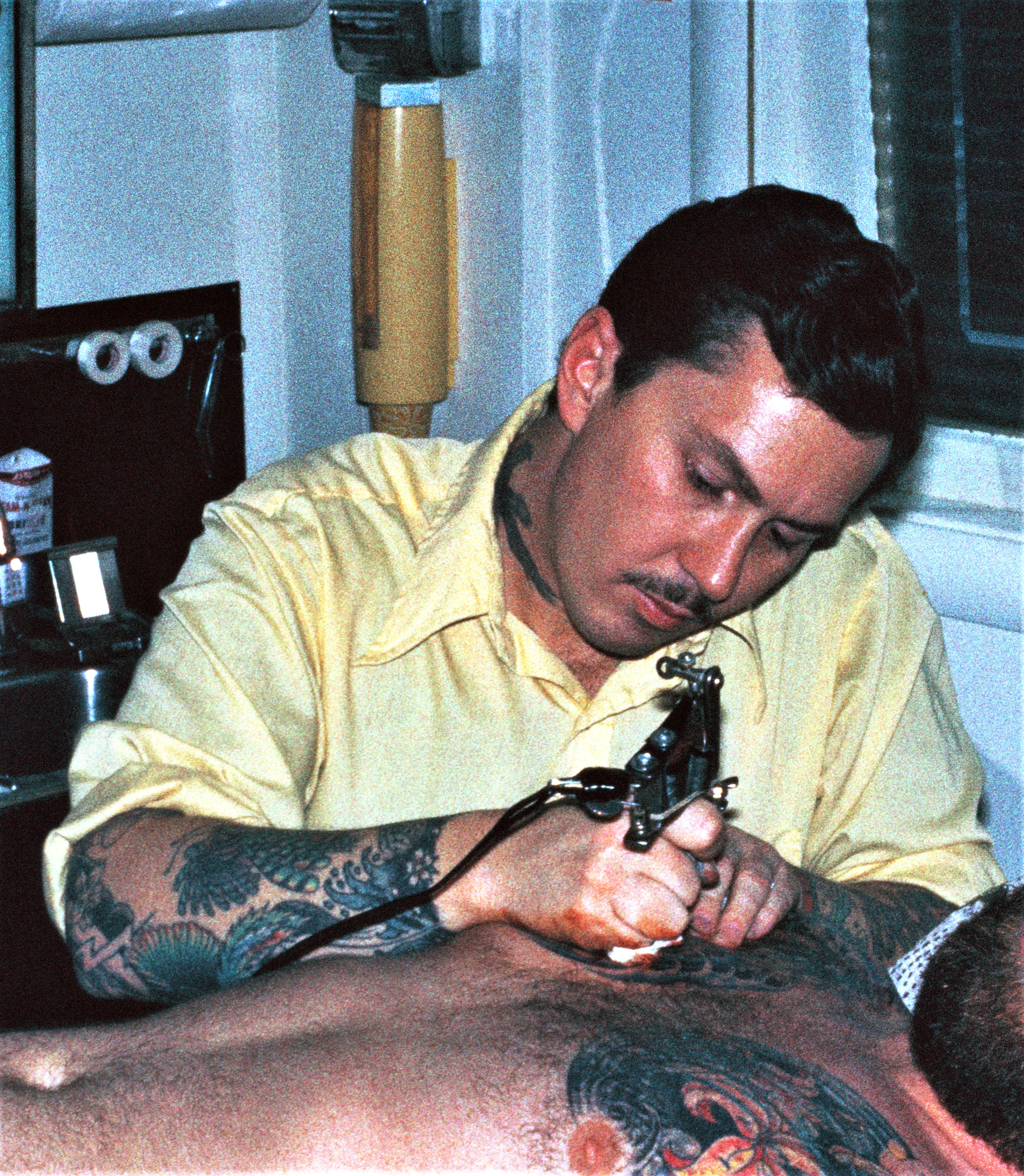
Don Ed Hardy auf der Tattoo Convention in Sacramento Cal., 1980

Donald Edward Talbott “Don Ed” Hardy (* 5. Januar 1945 in Des Moines, Iowa) ist ein US-amerikanischer Tattookünstler, Autor und Designer. „Hardy war Mitte der 1970er Jahre der erste Star-Tätowierer“. Seine Werke werden weltweit auch in Museen ausgestellt.

## Leben
In Iowa geboren, wuchs Hardy ab dem Alter von einem Jahr im südkalifornischen Newport Beach im Stadtteil Corona del Mar auf. Er begann früh zu zeichnen und hatte seine erste Ausstellung auf dem Laguna Beach Art Festival. Nachdem er die High School abgeschlossen hatte, begann er eine Tätowierausbildung bei Phil Sparrow und studierte gleichzeitig ab 1967 Drucktechnik am San Francisco Art Institute. Ab 1973 lebte er in Japan, wo er von dem traditionellen japanischen Tätowiermeister Horihide lernte und 1974 gründete er ein eigenes Tattoo-Studio in San Francisco. Während der 1980er Jahre wiederholte er seine Studien in Japan. Er traf dort auch auf Horiyoshi III, mit dem er zusammen 1987 das Buch Tattoo Designs of Japan herausgegeben hat und seither eine freundschaftliche Beziehung unterhält.
Im Jahr 1982 gründeten er und seine Frau, Francesca Passalacqua, die Hardy Marks Publications. Sie schrieben, edierten und veröffentlichten 25 Bücher, darunter die fünf Bände Tattoo-Time sowie einige Werke der alternativen Kunst. Im Jahr 1986 zogen sie nach Honolulu und Hardy begann wieder zu malen, zeichnen und drucken. Sein Tattoo-Studio in San Francisco betreibt er bis heute, wo jüngere Tätowierer seine Arbeit fortsetzten und seinen Stil fortführen. Selbst hat er die Tätowiererei 2009 aufgegeben.

„„Ich hörte auf, weil meine Hände nicht mehr wollten. Ich habe seit Jahren Arthritis und dazu zwei künstliche Hüftgelenke. Als Tattoo-Künstler bist du für eine bestimmte Zeit erstklassig, aber es war immer schlimm, wenn einer seinen Zenit überschritt.““

## Kunst
In der New Yorker Kunstgalerie (Drawing Centre) zeigte Hardy im Jahr 1995 die Ausstellung Pierced Hearts and True Love. Hardy gab in dieser Ausstellung, die ein „entscheidender Schritt zur Imageverbesserung des Tätowierens“ war, einen geschichtlichen Überblick der vergangenen 100 Jahre.

## Modelabel Ed Hardy

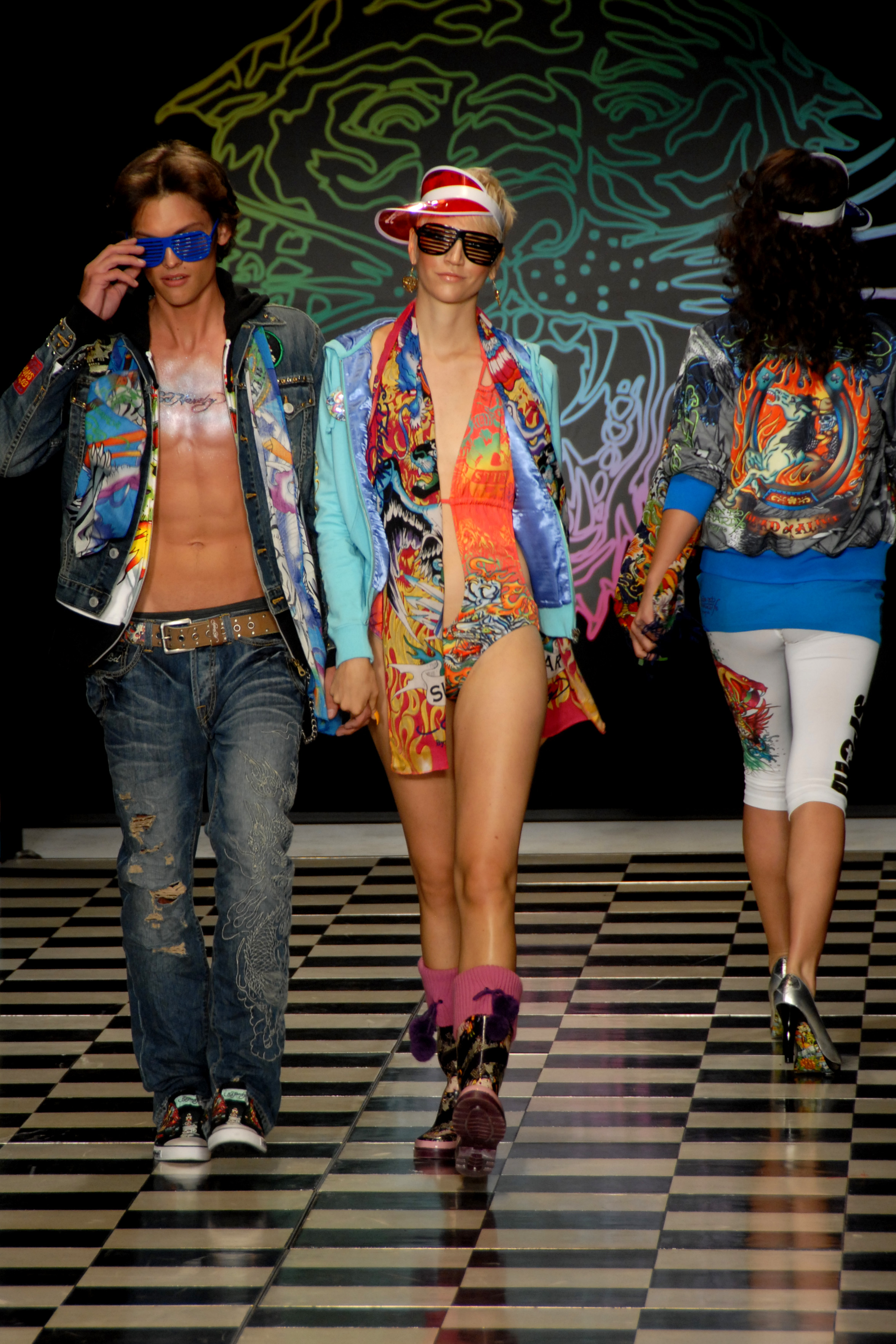
Ed Hardy Fashion Show, Los Angeles Fashion Week, 2008

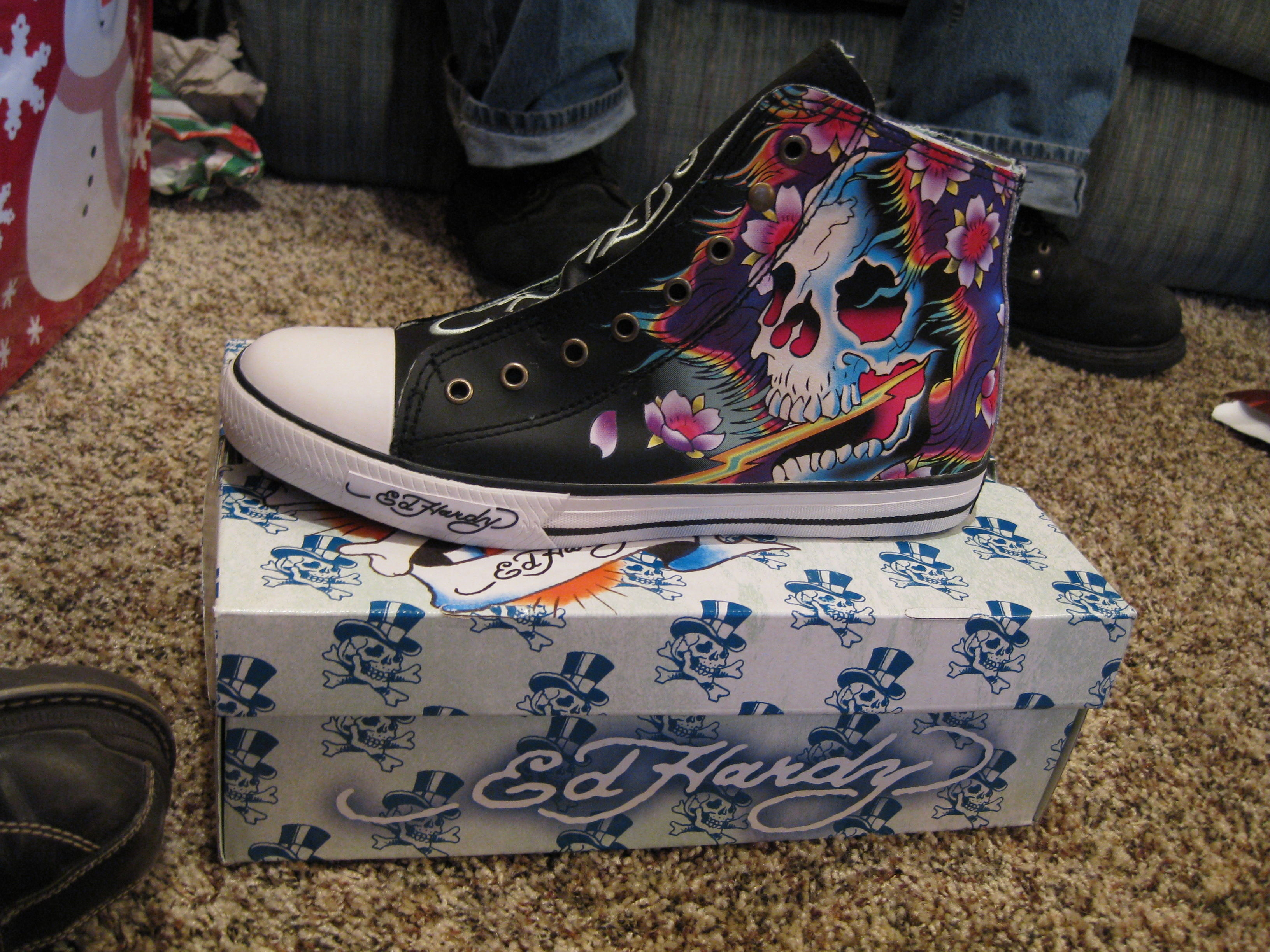
Ein Ed Hardy Schuh, 2008

2002 gründete Hardy das Mode-Label Ed Hardy, welches 2004 von Christian Audigier lizenziert wurde. Die Kleidungsstücke zeichnen sich besonders durch bunte Tattoo-Motive aus. Daneben erschienen aus der Reihe auch Accessoires wie Sonnenbrillen, Taschen, Bettwäsche, Parfum, Feuerzeuge, Energy Drinks und Bier.

In Deutschland hat die Marke mittlerweile Popularität eingebüßt, da die sich stets ähnelnden Tattoo-Motive und plakativen Slogans als stillos gelten. Die deutsche Presse bezeichnete Audigier als „Designer-Proll“, Hardy sagte dazu: 

„Ich verurteile keinen dafür, wie er lebt und sich kleidet, aber ich selber trage keine Ed-Hardy-T-Shirts.“

## Publikationen (Auswahl)
- Bull's Eyes & Black Eyes, Hardy Marks Publications 2003.
- The Elephants' Graveyard, Frederick Spratt Gallery 2002.
- Smart art press - by Don Ed Hardy, Smart Art Press 2000.
- Tattooing the Invisible Man, Bodies of Work, Hardy Marks Publications/Smart Art Press 2000.
- Permanent Curios, Smart Art Press 1997.
- tattoo-time, ART FROM THE HEART, Hardy Marks Publications, Hawaii 1991, ISBN 0-945367-09-0
- tattoo-time 4, LIVE AND DEATH TATTOS, Hardy Marks Publications, Hawaii 1988, ISBN 0-945367-05-8
- tattoo-time 3, MUSIC & SEA TATTOOS, Hardy Marks Publications, Hawaii 1988, ISBN 0-945367-04-X
- tattoo-time 2, TATTOO MAGIC, Hardy Marks Publications, Hawaii 1988, ISBN 0-945367-03-1
- tattoo-time 1, NEW TRIBALISM, Hardy Marks Publications, Hawaii 1988, ISBN 0-945367-02-3